# Ануфо
Ануфо (бруса, чакоси) — язык, принадлежащий к нигеро-конголезской макросемье, подгруппе биа центральной группы ветви тано (вольта-комоэ) ква языков. Распространён в Гане (Северная область), а также в Того и Бенине. На ануфо говорят чокосси на северо-востоке Ганы и северо-западе Того — народ группы аньи народов акан, близкой бауле. В Гане выходят радиопередачи.

## Письменность
Речь ануфо пользуется латинским письмом. В Того азбука имеет следующий вид.
| A a | B   | C    | D d | E e | Ɛ ɛ | F f | G   | Gb gb | H h |
| --- | --- | ---- | --- | --- | --- | --- | --- | ----- | --- |
| /a/ | /b/ | /tʃ/ | /d/ | /e/ | /ɛ/ | /f/ | /g/ | /ɡb/  | /h/ |

| I i | J    | K k | Kp kp | L l | M m | N n | Ny ny | Ŋ ŋ | Ŋm ŋm |
| --- | ---- | --- | ----- | --- | --- | --- | ----- | --- | ----- |
| /i/ | /dʒ/ | /k/ | /kp/  | /l/ | /m/ | /n/ | /ɲ/   | /ŋ/ | /ŋm/  |

| O o | Ɔ ɔ | P p | R r | S s | T   | U   | V v | W   | Y y | Z z |
| --- | --- | --- | --- | --- | --- | --- | --- | --- | --- | --- |
| /o/ | /ɔ/ | /p/ | /l/ | /s/ | /t/ | /u/ | /f/ | /w/ | /j/ | /s/ |

- Длинные гласные передаются на письме удвоением букв для гласных: ‘‘'aa’‘' [aː], ‘‘'ee’‘' [eː], ‘‘'ɛɛ’‘' [ɛː], ‘‘'ii’‘' [iː], ‘‘'oo’‘' [oː], ‘‘'ɔɔ’‘' [ɔː], ‘‘'uu’‘' [uː].
- Носовые гласные передаются написанием буквы ‘‘'n’‘' после буквы для гласного: ‘‘'an’‘' [ã], ‘‘'ɛn’‘' [ɛ], ‘‘'in' [ĩ], ‘‘'ɔn’‘' [ɔ], ‘‘'un’‘' [ũ]. Звуки [e] и [o] носовыми быть не могут.
- Сигналы передаются путем простановки над буквами для гласных диакритических знаков: акут () — высокий тон; гравис (`) — низкий.
- Огрубление и смягчение согласных передается путем сочетания определённых букв для гласных.